# リュドミラ・パリエロ
リュドミラ・パリエロ（Ludmila Pagliero、1983年10月15日 - ）は、アルゼンチンのバレエダンサーである。 2003年にパリ・オペラ座バレエに入団し、2012年からは最高位のダンスーズ・エトワールを務めている。

## 幼少期
ブエノスアイレスのパレルモ地区で、電気技師の父とマッサージ師の母の間に生まれた。8歳でクラシック・ダンスのレッスンを受け始めたが、意に添わずジャズ・ダンスに転向した。しかし教師の勧めもあって再びクラシック・ダンスを学ぶようになった。
新しいダンス教師からはテアトロ・コロンの高等芸術学院（Instituto Superior de Arte）の入学オーディションを受けてみることを勧められた。大きなチャレンジではあったが、10歳のとき合格して入学した。
高等芸術学院ではかつてテアトロ・コロンのプリマ・バレリーナを務めたオルガ・フェリらから教えを受けた。パリエロは後にインタビューに対して「ダンサーになるという夢は、まったくテアトロ・コロンで生まれた」と語っている。

## 経歴

### パリ・オペラ座バレエ入団まで
卒業後、サンティアゴ・バレエ団から1年契約をオファーされたが、これは16歳で家族から離れて他国に出るということであった。サンティアゴ・バレエ団ではソリストに昇進し、『眠れる森の美女』や『テーマとヴァリエーション』などより高度な役柄を踊るようになった。
2003年にはニューヨーク国際バレエコンクールに参加し、銀メダルとイーゴリ・ユースケヴィチ賞を受賞した。イーゴリ・ユースケヴィチ賞には、アメリカン・バレエ・シアターとの1年契約がついていた。
その後まもなく、パリ・オペラ座バレエのオーディションに参加するためにフランスに向かった。フルタイム契約の席が2つあったが、パリエロは応募者の中で5番手に留まった。しかし、アメリカン・バレエ・シアターと契約しようとしていたときに、パリ・オペラ座バレエから3か月のパートタイム契約を提示され、それを受け入れることにした。

### パリ・オペラ座バレエ入団後
パートタイム契約でパリ・オペラ座バレエの『イワン雷帝』公演に出演したが、その公演が終わると同時にシーズン末まで契約が延長された。2004年に再びオーディションに参加し、またしてもフルタイム契約は得られなかったが、コール・ド・バレエに欠員が出た時の補充要員（surnuméraire）の契約をオファーされた。しかし、パリ・オペラ座バレエのほぼすべての団員はパリ・オペラ座バレエ学校の卒業生であり、卒業生でないパリエロは溶け込むのに苦労を感じることになった。
2005年には三度オーディションに参加し、ついにフルタイム契約を勝ち取った。その後、オーレリー・デュポンの助け（パリ・オペラ座バレエでは上位のダンサーと組んでトレーニングするのが一般的）を借りて昇進を重ね、26歳で2番目に高位のプルミエ・ダンスーズに昇った。また、2009年には「クラシック音楽」部門でコネックス賞を受賞した。
2012年3月、ルドルフ・ヌレエフ版『ラ・バヤデール』の公演と映画館での中継上映が計画されていたが、ガムザッティ役のドロテ・ジルベールとその代役がともに負傷してしまった。2年間、陰ながらこの役を演じていたパリエロに急遽代役の白羽が立てられたが、ソロル役のジョジュア・オファルトとニキヤ役のデュポンとの簡単なリハーサルだけで舞台に立つことになった。その公演の最後に、芸術監督から「パリエロが示した才能と芸術的勇気」のために、最高位であるエトワールに昇進させると発表された。これにより、パリエロは史上初の南米出身のエトワールとなった。また、パリ・オペラ座バレエ学校を卒業せずにエトワールとなったのも史上初のことである。
現在はボリショイ劇場やマリインスキー劇場など国際的に著名な劇場への客演もこなしている。